# Carlo Janka
Carlo Janka (Obersaxen, 15 de octubre de 1986) es un deportista suizo que compitió en esquí alpino;  veces campeón olímpico y  veces campeón mundial.

## Trayectoria
Participó en tres Juegos Olímpicos de Invierno, entre los años 2010 y 2018, obteniendo una medalla de oro en Vancouver 2010, en la prueba de eslalon gigante, y el sexto lugar en Sochi 2014, en el descenso.
Ganó dos medallas en el Campeonato Mundial de Esquí Alpino de 2009, oro en el eslalon gigante y bronce en el descenso.
En la Copa del Mundo consiguió once victorias y veintiocho podios en total. Ganó la clasificación general de la Copa del Mundo en 2010.
Recibió el premio Skieur d’Or en 2010.

## Palmarés internacional
| Juegos Olímpicos   | Juegos Olímpicos      | Juegos Olímpicos  | Juegos Olímpicos |
| Año                | Lugar                 | Medalla           | Prueba           |
| ------------------ | --------------------- | ----------------- | ---------------- |
| 2010               | Vancouver (Canadá)    | Medalla de oro    | Eslalon gigante  |
| Campeonato Mundial |                       |                   |                  |
| Año                | Lugar                 | Medalla           | Prueba           |
| 2009               | Val d’Isère (Francia) | Medalla de oro    | Eslalon gigante  |
| 2009               | Val d’Isère (Francia) | Medalla de bronce | Descenso         |